# Rokai
Rokai község Kaunas járásban, Kaunas megyében, Közép-Litvániában.
A 2021-es népszámlálás adatai szerint a településnek 281 lakosa van.